# Presó de Mataró
L'antiga Presó de Mataró és un edifici protegit com a bé cultural d'interès nacional del municipi de Mataró (Maresme).

## Descripció
Està situada a la Riera, davant del Cercle Catòlic. Vista per la façana, l'aspecte de la Presó és d'un casal fortificat, a mig camí entre un palau i un castell tenint en compte que la part baixa dels seus murs de pedra presenta una forma atalussada.
L'estructura en planta és d'un semicercle precedit per un rectangle. El cos rectangular és destinat a dependències administratives, i el semicircular és on hi ha el pati i les cel·les en planta baixa i pis.
La part que correspon a les formes rectes de la façana i els murs laterals és feta amb maó vist amb grans finestres de mig punt amb dovelles i amb carreus als angles de la façana. En la part semicircular, però, les parets exteriors són de pedra irregular, alternant en alçada amb filades verticals i horitzontals de maons.

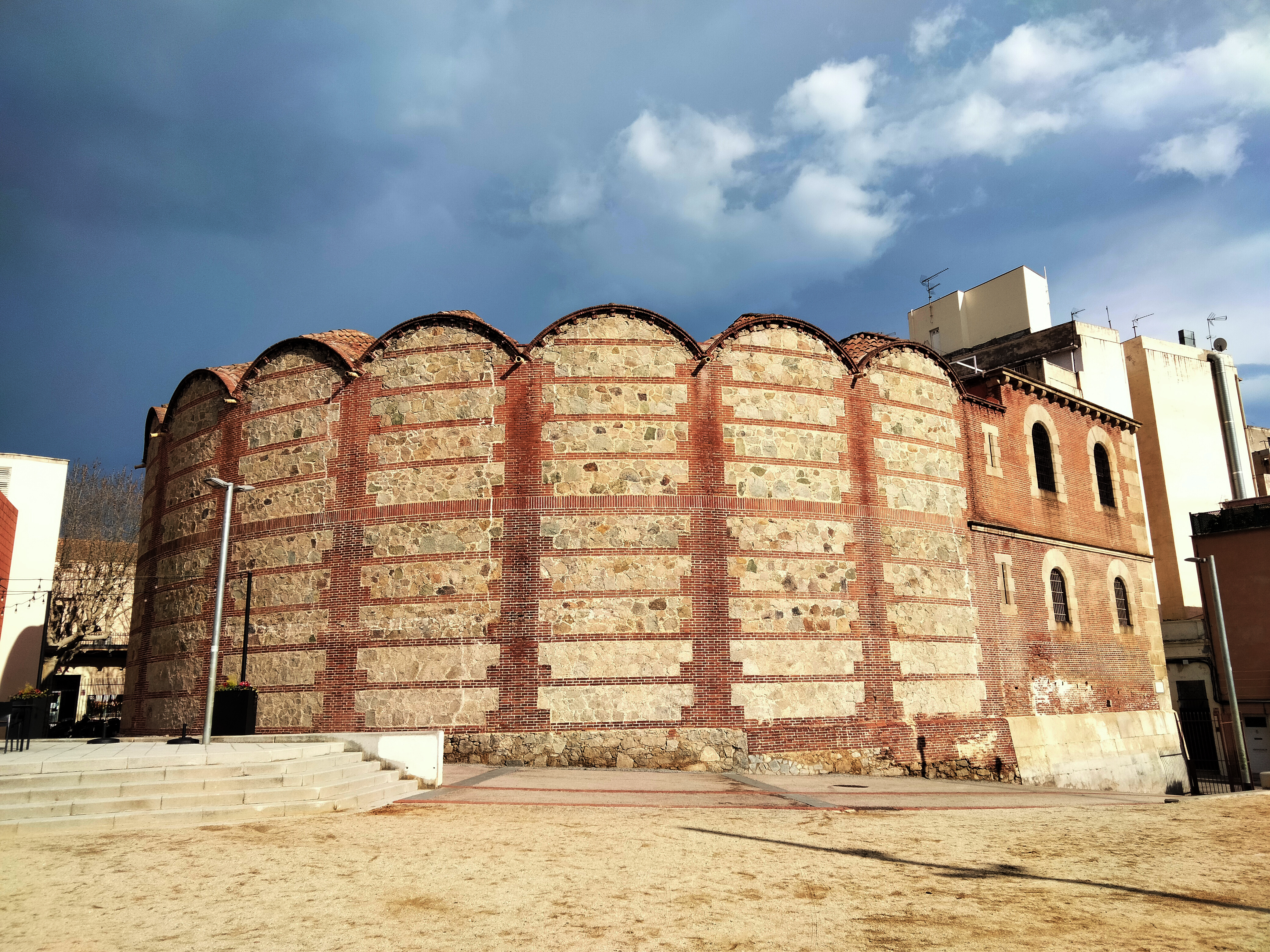
L'estructura semicircular

L'estructura semicircular de la part posterior de la Presó es reflecteix al pati, que té la mateixa estructura, amb una galeria d'arcs de mig punt a la planta baixa i finestres de la mateixa tipologia al pis. L'aparell és també de maó vist. A la part exterior del semicercle hi ha les cel·les de planta trapezoïdal amb cobertes a doble vessant.
L'arquitecte, Elies Rogent i Amat, hi va tenir en compte les investigacions que en el seu moment s'havien dut a terme a Europa en matèria de centres penitenciaris i, en aquest sentit, hom pot justificar la construcció d'un semicercle per tal d'assolir l'objectiu del sistema "panòptic" de la presó, és a dir, la tota visió de les cel·les des del mig del pati.

## Història

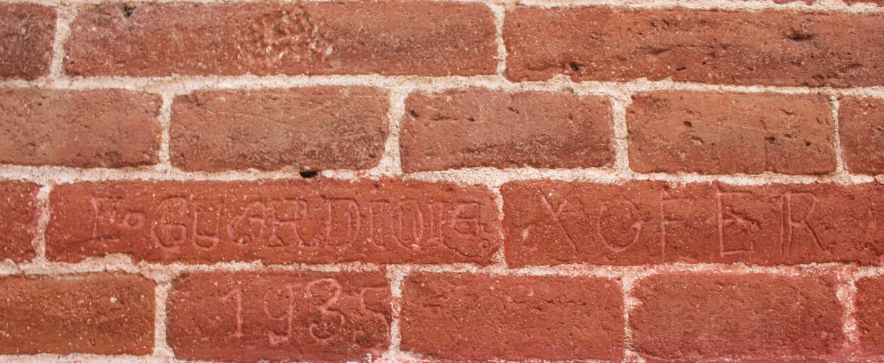
Graffiti d'un presoner, 1935

La Presó de Mataró, en el carrer de la Muralla de la Presó, tocant la Riera, fou construïda per l'arquitecte Elies Rogent l'any 1851.
L'estructura d'aquest edifici segueix de manera clara el criteri historicista del mateix arquitecte, autor de l'edifici neoromànic de la Universitat de Barcelona (1863-70) i de la restauració del Monestir de Ripoll (1886-93). En el cas de la Presó de Mataró, Rogent segueix els canons de les construccions medievals de caràcter civil, pròpies de la Mediterrània occidental, a la Baixa Edat Mitjana.
L'edifici va deixar de funcionar com a presó l'any 1967.